# Bancroft (West Virginia)
Bancroft is een plaats (town) in de Amerikaanse staat West Virginia, en valt bestuurlijk gezien onder Putnam County.

## Demografie
Bij de volkstelling in 2000 werd het aantal inwoners vastgesteld op 367.
In 2006 is het aantal inwoners door het United States Census Bureau geschat op 377, een stijging van 10 (2,7%).

## Geografie
Volgens het United States Census Bureau beslaat de plaats een oppervlakte van
0,4 km², geheel bestaande uit land. Bancroft ligt op ongeveer 313 m boven zeeniveau.

## Plaatsen in de nabije omgeving
De onderstaande figuur toont nabijgelegen plaatsen in een straal van 12 km rond Bancroft.